# Побічна дія вакцини
Побічна дія вакцини (VAE), яку іноді називають побічний ефект вакцинації або побічна реакція на вакцинацію — несприятлива реакція, викликана вакцинацією. Всесвітня організація охорони здоров'я (ВООЗ) називає її побічною дією після імунізації.
Побічні дії після імунізації можуть бути пов'язані з самою вакциною (реакції, пов'язані з дефектом продукту або якості), з процесом вакцинації (помилки або реакції, пов'язані зі стресом), або можуть виникати незалежно від вакцинації (випадково) і класифікуються як:
- Реакції на продукт вакцини
- Реакції на дефект якості вакцини
- Реакції, пов'язані з помилками імунізації
- Реакції, пов'язані з тривожністю під час імунізації
- Випадкові дії

Більшість побічних ефектів від вакцин є легкими. Серйозні травми та смерті, спричинені вакцинами, зустрічаються дуже рідко, а ідея про те, що важкі побічні ефекти є звичайними, ВООЗ кваліфікувала як «загальне помилкове уявлення про імунізацію». Деякі заявнелі наслідки вакцинації, насправді не викликані вакцинами; наприклад, існує субкультура прихильників, які приписують аутизм своїх дітей наслідкам вакцинації, незважаючи на те, що вакцини не викликають аутизму.
Заяви про побічну дію вакцин з'явилися в судовому процесі в США в другій половині XX століття. Деякі сім'ї здобули суттєві перемоги від прихильних присяжних, хоча багато чиновників охорони здоров'я заявляли, що заяви про побічні дії є безпідставними. У відповідь кілька виробників вакцин припинили виробництво, що загрожувало громадському здоров'ю, і були прийняті закони, що захищали виробників від відповідальності, що випливає з претензій щодо вакцини.

## Побічні ефекти
За даними Центрів з контролю та профілактики захворювань у США, хоча «будь-яка вакцина може викликати побічні ефекти», більшість побічних ефектів є незначними, насамперед включаючи біль у руках або легку лихоманку. На відміну від більшості медичних втручань, вакцини вводяться здоровим людям, де ризик побічних ефектів не так очевидно переважається перевагою лікування наявних захворювань. Таким чином, наукова спільнота дуже серйозно ставиться до безпеки імунізаційних втручань з постійним моніторингом ряду джерел даних, які встановлюють закономірності побічних дій.
У міру зростання успіху програм імунізації та зниження захворюваності увага громадськості переходить від ризику захворювання до ризику вакцинації. Занепокоєння щодо безпеки імунізації часто відбуваються за певною схемою. По-перше, деякі дослідники припускають, що зростаюча хворобливість або незрозумілі захворювання, обумовлені несприятливим ефектом вакцинації. Початкове дослідження та подальші дослідження тих самих дослідників мають неадекватну методологію, як правило, погано контрольовану або неконтрольовану вибірку. Попередньо повідомляється про передбачуваний несприятливий ефект, який викликає резонанс у людей, які страждають від цього стану, і такі повідомлення недооцінюють потенційну загрозу від невакцинації. Початкове дослідження не відтворюється іншими дослідниками. Зрештою, минає кілька років, перш ніж громадськість відновлює довіру до вакцини.
Суперечки в цій сфері обертаються навколо питання, чи переважають ризики побічних дій після імунізації над користю від профілактики інфекційних захворювань. У рідкісних випадках імунізація може викликати серйозні побічні ефекти, зокрема, вакцина проти кору-паротиту-краснухи (MMR), може спричиняти анафілаксію, важку алергічну реакцію. Звинувачення особливо зосереджуються на розладах, які, як стверджується, спричинені вакциною MMR та тіомерсалом, консервантом, який використовувався у вакцинах, які регулярно вводилися немовлятам у США до 2001 року. Сучасні наукові дані не підтверджують твердження про те, що вакцини викликають різні розлади.
Суперечки ускладнюються помилковими уявленнями щодо реєстрації побічних дій та повідомленнями активістів-антивакцинаторів про побічні дії вакцинації. За даними американської влади, антивакцинаторські вебсайти значно перебільшують ризик серйозних побічних дій вакцин і помилково описують такі стани, як аутизм та синдром струшеної дитини, як травми від вакцин, що призводить до хибного уявлення про безпеку та ефективність вакцин. Це стало результатом стигматизації людей з аутизмом та батьків, які роблять щеплення дітям.
Оральна вакцина проти поліомієліту незвичайна тим, що містить живий ослаблений вірус, який може виходити із вакцини, що, у недостатньо вакцинованих людей, веде до вторинного інфікування. Починаючи з 2000 року, більш ніж 10 мільярдів доз оральної вакцини проти поліомієліту було введено майже 3 мільярдам дітей у всьому світі. За цей час у 21 країні сталося 24 спалахи вакцинно-вторинного поліомієліту, що призвело до менш ніж 760 інфікувань. Вакцина проти поліомієліту також була причетна до єдиного масштабного спалаху хвороби, спричиненої вакциною — до Каттерського інциденту. Цілком ймовірно, що поліомієліт не буде поборений людством, поки оральна вакцина проти поліомієліту не буде повністю замінена інактивованими вакцинами.
Багато країн, включаючи Канаду, Німеччину, Японію та США, мають особливі вимоги щодо повідомлення про побічні ефекти, пов'язані з вакциною, тоді як інші країни, включаючи Австралію, Францію та Велику Британію, включають вакцини відповідно до своїх загальних вимог щодо повідомлень про травми, пов'язані з медикаментозним лікуванням.:8–11 У ряді країн є програми компенсації травм, які нібито були спричинені вакцинацією.:9–44

## США

### Програма компенсації за побічні дії вакцин
У 1988 році розпочалася Національна програма відшкодування наслідків щеплень для виплат особам та сім'ям осіб, які отримали ушкодження від застосування вакцин, призначених для дітей. Національна програма компенсації за побічні дії вакцин була прийнята у відповідь на попередній страх перед коклюшною частиною вакцини АКДП. Пізніше ці претензії втратили довіру, але деякі судові позови у США проти виробників вакцин здобули значні перемоги; більшість виробників припинили виробництво, а останній, що залишився, найбільший виробник погрожував також це зробити. Станом на жовтень 2019 року було виплачено 4,2 мільярдів доларів США компенсацій (без урахування судових витрат та витрат на адвокатів).

### Процедурні та законодавчі вимоги до Програми компенсації за побічні дії вакцин
Програма компенсації за побічні дії вакцин використовує спрощену систему судового розгляду претензій щодо вакцини, згідно з якою позивач повинен довести, що вакцина спричинила травму, але так само, як у судових процесах щодо травм будь-яким іншим продуктом, він не зобов'язаний доводити, що це була чиясь провина (тобто недбалість не має бути доведена). Позови, які не були задоволені судами, можуть бути задоволені за цивільними позовами, хоча це буває рідко, а статут про Програму компенсації за побічні дії вакцин також накладає істотні обмеження щодо можливості подання таких позовів. Програма компенсації за побічні дії вакцин охоплює всі вакцини, перелічені у Таблиці вакцинотравм, що ведеться Міністром охорони здоров'я і соціальних служб США. Щоб перемогти у суді, заявник повинен навести причинно-наслідковий зв'язок між травмою та однією з вакцин, зазначених у Таблиці вакцинотравм. Компенсація виплачується за «табличні» травми, зазначені у Таблиці вакцинотравм, а також «позатабличні» травми, які не зазначені у таблиці.
Крім того, компенсація може бути виплачена лише в тому випадку, якщо травма позивача тривала більше 6 місяців після введення вакцини і призвела до перебування в лікарні та операції, або призвела до смерті. Компенсації базуються на медичних витратах, втраті заробітку, болю та стражданнях (обмежено 250 000 доларами США).
Із 1988 року до 3 березня 2011 року до Програми компенсації за побічні дії вакцин було подано 5636 заяв щодо аутизму та 8119 заяв не пов'язаних із аутизмом. 2620 з цих претензій, одна пов'язана з аутизмом, були задоволені, при цьому 4463 не пов'язаних із аутизмом та 814 претензії щодо аутизму були відхилені; компенсації (включаючи гонорари адвокатів) склали понад 2 мільярди доларів США. Програма компенсації за побічні дії вакцин також поширюється на позови про травми, отримані до 1988 року; всього було 4264 таких скарг, з них 1189 було задоволено та виплачено компенсації на загальну суму 903 мільйони доларів США. Станом на жовтень 2019 року протягом усього терміну дії програми було виплачено компенсації на загальну суму 4,2 мільярда доларів США (без урахування судових витрат та витрат на адвокатів).

### Таблиця травм
У рамках Програми компенсації за побічні дії вакцин було створено таблицю, де перераховані різні вакцини, побічні ефекти, які, ймовірно, можуть бути викликані ними, та час, протягом якого симптоми повинні проявитися, щоб мати право подати заявку на компенсацію.
Наприклад, для вакцин, що містять правцевий анатоксин (наприклад, DTaP, DTP, DT, Td або TT), можна компенсувати анафілаксію протягом чотирьох годин або плечовий неврит між двома та двадцятьма вісьмома днями після ін'єкції.

### Система повідомлення про побічні дії вакцин
Система повідомлення про побічні дії вакцин — це програма пасивного спостереження, якою спільно керують Управління з продовольства і медикаментів США та Центри з контролю та профілактики захворювань у США.
Система повідомлення про побічні дії вакцин призначена для відстеження небажаних явищ, пов'язаних з вакцинами. Система повідомлення про побічні дії вакцин збирає та аналізує інформацію з повідомлень про несприятливі події (можливі побічні ефекти), які виникають після введення ліцензійних у США вакцин. Успіх програми у відстеженні побічних дій вакцин ставиться під сумнів, стверджуючи, що лікарі часто не роблять звітів про побічну дію. Також існують твердження, що така система може переоцінювати можливі травми, оскільки багато неврологічних проблем у дитинстві можуть проявлятися приблизно у тому ж віці, коли регулярно вводять вакцини. Синдром Драве — один із прикладів генетично обумовленого неврологічного захворювання, яке часто проявляється під час щеплень у дитинстві. Синдром Драве — один із прикладів генетично обумовленого неврологічного захворювання, яке часто проявляється під час щеплень у дитинстві.